# Propithex glaucisparsa
Propithex glaucisparsa är en fjärilsart som beskrevs av Louis Beethoven Prout 1932. Propithex glaucisparsa ingår i släktet Propithex och familjen mätare. Inga underarter finns listade i Catalogue of Life.